# Аша де Вос
Аша де Вос (енгл. Asha de Vos; рођена 1979. године у Коломбу) је шриланчанка морска биологиња, истраживачица и заштитница животне средине. Позната је по свом пионирском раду на истраживању плавих китова у приобаљу Шри Ланке. Она је прва жена из Шри Ланке са докторатом из морске биологије и оснивачица организације Oceanswell, прве организације за морску заштиту у земљи.

## Рани живот и образовање
Аша де Вос је рођена у Коломбу, главном граду Шри Ланке. Њена страст према океану започела је у детињству. Основне студије је завршила на Универзитету у Сент Ендрузу у Шкотској, а затим је наставила мастер студије на Оксфорду.
Докторат из морске биологије стекла је на Калифорнијском универзитету у Сан Дијегу, где се фокусирала на понашање и кретање плавих китова у Индијском океану. 

## Каријера и истраживања
Аша је позната као пионир у истраживању „некоч миграторне“ популације плавих китова која борави стално у водама око Шри Ланке. Ово откриће побило је дугогодишње уверење да су све популације плавих китова искључиво миграторне.
Она је такође гласна заговорница укључивања глобалног југа у научне истраживачке процесе и инсистира да наука мора бити доступна и релевантна за локалне заједнице.

## Oceanswell
Године 2017. основала је невладину организацију Oceanswell, чија је мисија да унапреди океанску писменост и подстакне младе научнике у земљама у развоју да се баве заштитом океана. Ова организација спроводи истраживања, едукацију и јавне кампање широм Шри Ланке.

## Награде и признања
- Укључена на листу BBC 100 најинспиративнијих жена (2018)
- Носилац TED Fellows титуле
- Прва научница из Шри Ланке која је објавила рад о морским сисарима у водећим научним часописима
- Прималац награде „WINGS WorldQuest Women of Discovery“